# Stanisław Odrowąż-Wysocki
Stanisław Odrowąż Wysocki (ur. 11 maja 1876 w Warszawie, zm. 31 grudnia 1931 w Warszawie) – polski inżynier, specjalista z zakresu elektrotechniki, profesor zwyczajny Politechniki Warszawskiej.

## Życiorys
Pochodził z rodziny o głębokich tradycjach patriotycznych. Został wydalony ze szkoły za udział w obchodach rocznicy uchwalenia Konstytucji 3 Maja. Naukę kontynuował w Darmstadcie, gdzie zdał maturę, a następnie ukończył studia z dyplomem inżyniera elektryka. Po studiach wrócił do Warszawy, gdzie pracował w zawodzie, m.in. jako zastępca kierownika (a od 1920 kierownik) elektrowni tramwajowej.
Zarówno w czasie pobytu w Darmstadcie, jak i po powrocie do kraju angażował się w działalność polityczną - najpierw w szeregach Związku Zagranicznego Socjalistów Polskich, a potem PPS (później PPS – Frakcji Rewolucyjnej). Za swoją działalność był więziony w cytadeli.
Od 1918 roku związał się z Politechniką Warszawską, gdzie prowadził wykłady z urządzeń elektrycznych na Wydziale Budowy Maszyn i Elektrotechniki. W 1919 został profesorem zwyczajnym i objął Katedrę Urządzeń Elektrycznych. W kolejnych latach wykładał elektroenergetykę, instalacje elektrycznych, przyrządy rozdzielcze i zabezpieczające oraz oświetlenie elektryczne.
Stanisław Odrowąż-Wysocki był inicjatorem i współautorem prac z zakresu norm, przepisów i słownictwa elektrycznego, a także redaktorem Przeglądu Technicznego i Przeglądu Elektrotechnicznego. Opiekował się Kołem Elektryków Studentów Politechniki Warszawskiej, był organizatorem wycieczek naukowych, a także członkiem licznych komisji i rzeczoznawcą, powoływanym przez władze i instytucje państwowe.
Zmarł 31 grudnia 1931 w Warszawie, został pochowany został na cmentarzu Powązkowskim w Warszawie (kwatera 43-4-21).

## Stanowiska
- od 1918 - wykładowca urządzeń elektrycznych na Wydziale Budowy Maszyn i Elektrotechniki
- od 1919 - kierownik Katedry Urządzeń Elektrycznych Politechniki Warszawskiej

## Członkostwa
- członek Stowarzyszenia Elektryków Polskich
- członek Polskiego Komitetu Elektrotechnicznego
- członek Państwowej Rady Elektrycznej

## Ordery i odznaczenia
- Krzyż Komandorski Orderu Odrodzenia Polski (27 listopada 1929)[2]

## Ważne publikacje
- Przepisy techniczne na linie elektryczne prądu silnego z dopiskami (komentarzami), Stowarzyszenie Elektryków Polskich, Warszawa, 1932.
- Obliczanie słupów elektrycznych, Ministerstwa Robót Publicznych, Warszawa, 1927.
- Urządzenia elektryczne do siły i światła, Gebethner i Wolff, Warszawa, 1938.
- Obliczanie przewodów elektrycznych, Wydawnictwo Związku Elektrowni Polskich, Warszawa, 1930.
- Słownik elektrotechniczny polsko-czesko-rosyjsko-francusko-angielsko-niemiecki, Min. Robót Publicznych, Warszawa, 1929.